# Asbóth Endre
Asbóth Endre (1927 – Debrecen, 2014. január 9.) labdarúgó, csatár.

## Pályafutása
1952. október 5-én mutatkozott be a Bp. Kinizsi csapatában a Postás ellen, ahol csapata 4–2-es győzelmet aratott. A Bp. Kinizsiben összesen hat bajnoki mérkőzésen szerepelt és egy gólt szerzett. 1954 és 1958 között a Debreceni Lokomotív együttesében játszott. 1958-tól visszavonulásáig a Debreceni Kinizsi játékosa volt.